# 克里斯托弗·辛德勒
克里斯托弗·沃爾夫岡·格奧爾格·奧古斯特·施因德勒（德語：Christopher Wolfgang Georg August Schindler；1990年4月29日—）是一位德國足球運動員，在場上的位置是中後衛。現效力於德乙球隊紐倫堡。